# إعصار نيسارغا
عاصفة الإعصار نيسارغا الشديدة (Severe Cyclonic Storm Nisarga) هو إعصار استوائي نشط يتجه حاليًا نحو ساحل ولاية ماهاراشترا وكجرات الهندية. بدأ نيسارغا كساد عميق في بحر العرب وكان من المتوقع أن يضرب الساحل الغربي للهند. في 2 يونيو 2020، قامت إدارة الأرصاد الجوية الهندية (IMD) بإعادة النظر في تقييم نيسارغا كعاصفة إعصارية شديدة من العواصف الإعصارية مع تأكيد بأنه بلغ اليابسة بالقرب من بلدة علي باغ الساحلية في ولاية ماهاراشترا في 3 يونيو 2020.
العاصفة الإعصارية هي ثاني إعصار استوائي من موسم إعصار شمال المحيط الهندي لعام 2020 الذي ضرب شبه القارة الهندية في غضون أسبوعين، بعد إعصار أمفان، أول عاصفة إعصارية فائقة تحدث في خليج البنغال في القرن الحادي والعشرين. نيسارغا هي أول عاصفة إعصارية شديدة منذ عام 1891 أثرت على مومباي، واحدة من أكثر المدن اكتظاظًا بالسكان في الهند.

صورة متحركة لإعصار نيسارغا في 2 يونيو.

## روابط خارجية
- IMD Press Release 2 dated 1 June 2020